# Grønnegade (Aarhus)
 For alternative betydninger, se Grønnegade. (Se også artikler, som begynder med Grønnegade)
Grønnegade i Aarhus ligger mellem Langelandsgade og Åboulevarden. Den kan føres tilbage til 1400-tallet.
I 1473 hed den sydlige strækning Sct. Karens Gade, senere - og så sent som i starten af 1800-tallet - Skidensig, Skidenstræde og Skidengyde. I 1500-tallet hed den del, der lå bag Vor Frue Kirkes kloster, sammen med Klostergade, Bag Klosteret. Gaden hørte til byens fattigste kvarterer. En del af gaden er også blevet kaldt Vestre Møllesti.
I 1912 blev Grønnegade forlænget, så den nu også strakte sig fra Nørre Allé til Samsøgade - Grønnegade og Samsøgade blev dog første forbundet i 1953.
Området tilhørte grosserer Otto Langballe, der på grunden havde et stort teglværk, der var i drift indtil 1917. Omkring 1920 blev gaden også hjemsted for en møbelfabrik tegnet af Axel Høeg-Hansen og en skotøjsfabrik tegnet af C.F. Møller.
Området nord for Grønnegade - indtil vejen blev forlænget i slutningen af 1960'erne - var hjemsted for en række kolonihavehuse. Med Grønnegades forlængelse blev Grønnegade 105-123, Klostervangen, opført i 1970.